# Armenski znakovni jezik
Armenski znakovni jezik (ISO 639-3: aen), znakovni jezik gluhih osoba u Armeniji. Nakon odvajanja od nekadašnjeg SSSR-a broj gluhih osoba iznosio je između 3 500 i 4 000, ali nema podataka o broju osoba koje se njime služe.

## Vanjske poveznice
- Ethnologue (14th)
- Ethnologue (15th)